# Liste der Stolpersteine in Gooise Meren

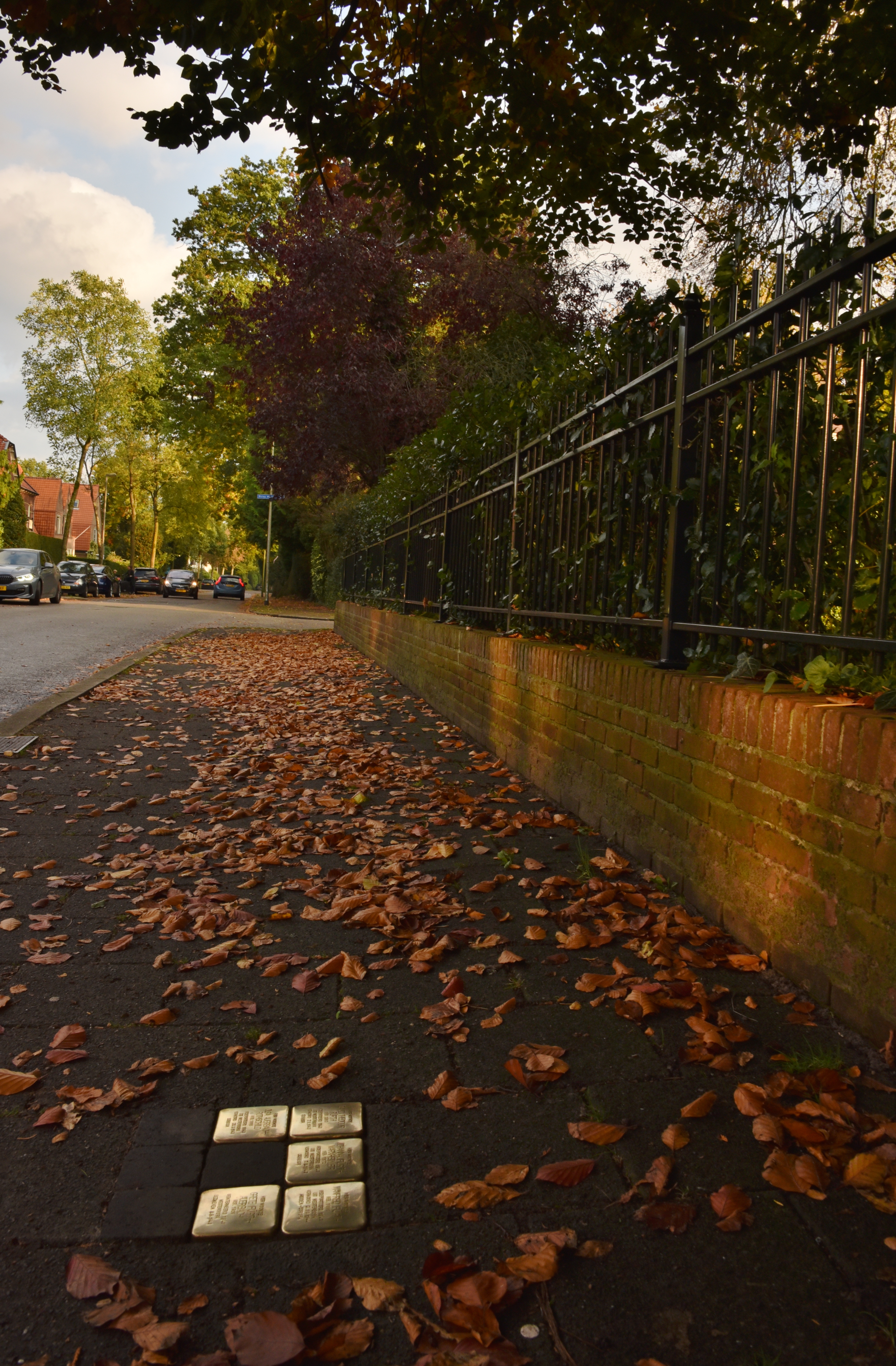
Stolpersteine in Gooise Meren

Die Liste der Stolpersteine in Gooise Meren umfasst die Stolpersteine, die vom deutschen Künstler Gunter Demnig in Gooise Meren verlegt wurden, einer Gemeinde im Südosten der niederländischen Provinz Nordholland. Stolpersteine sind Opfern des Nationalsozialismus gewidmet, all jenen, die vom NS-Regime drangsaliert, deportiert, ermordet, in die Emigration oder in den Suizid getrieben wurden. Demnig verlegt für jedes Opfer einen eigenen Stein, im Regelfall vor dem letzten selbst gewählten Wohnsitz.
Die Verlegung der ersten Stolpersteine in Gooise Meren fand am 26. Juli 2011 statt.

## Verlegte Stolpersteine
In Gooise Meren wurden bislang 29 Stolpersteine verlegt, 22 in Bussum, sieben in Naarden. (Stand Oktober 2022)

### Bussum
In Bussum liegen 22 Stolpersteine an acht Adressen.
| Stolperstein | Übersetzung | Verlegort                          | Name, Leben                                   |
| ------------ | --- | ---------------------------------- | --------------------------------------------- |
|              | HIER WOHNTE OLGA AUERBACH- ROTHSCHILD GEB. 1885 DEPORTIERT 1943 AUS WESTERBORK ERMORDET 20.3.1943 SOBIBOR                                       | Meerweg 43 Bussum                  | Olga Auerbach-Rothschild (1885–1943)          |
|              | HIER WOHNTE JACOB LEHMAN BOASSON GEB. 1878 DEPORTIERT 1943 AUS WESTERBORK ERMORDET 11.6.1943 SOBIBOR                                            | Meerweg 48 Bussum                  | Jacob Lehman Boasson (1878–1943)              |
|              | HIER WOHNTE KITTY BOASSON GEB. 1912 DEPORTIERT 1943 AUS WESTERBORK ERMORDET 23.4.1943 SOBIBOR                                                   | Meerweg 48 Bussum                  | Kitty Boasson (1912–1943)                     |
|              | HIER WOHNTE SELIENA BOASSON-BOASSON GEB. 1888 DEPORTIERT 1943 AUS WESTERBORK ERMORDET 11.6.1943 SOBIBOR                                         | Meerweg 48 Bussum                  | Seliena Boasson-Boasson (1878–1943)           |
|              | HIER WOHNTE JEANNETTE VAN EMDEN GEB. 1899 DEPORTIERT AUS WESTERBORK ERMORDET 6.9.1944 AUSCHWITZ                                                 | Meerweg 48 Bussum                  | Jeannette van Emden (1899–194)                |
|              | HIER WOHNTE DAVID THEODOR FÜRTH GEB. 1863 DEPORTIERT 1943 AUS WESTERBORK ERMORDET 7.5.1943 SOBIBOR                                              | Meerweg 43 Bussum                  | David Theodor Fürth (1863–1943)               |
|              | HIER WOHNTE MANFRED FÜRTH GEB. 1899 DEPORTIERT 1943 AUS WESTERBORK ERMORDET 3.10.1944 MITTELEUROPA                                              | Meerweg 43 Bussum                  | Manfred Fürth (1899–1943)                     |
|              | HIER WOHNTE GRETE FÜRTH- AUERBACH GEB. 1909 DEPORTIERT 1943 AUS WESTERBORK VERSTORBEN 8.9.1943                                                  | Meerweg 43 Bussum                  | Grete Fürth-Auerbach (1909–1943)              |
|              | HIER WOHNTE JOHANNA FÜRTH- MARXHEIMER GEB. 1872 DEPORTIERT 1943 AUS WESTERBORK ERMORDET 7.5.1943 SOBIBOR                                        | Meerweg 43 Bussum                  | Johanna Fürth-Marxheimer (1872–1943)          |
|              | HIER WOHNTE ELEONORA KLEIN-POPPERS GEB. 1911 DEPORTIERT 1943 AUS WESTERBORK ERMORDET 26.2.1943 AUSCHWITZ                                        | P.J. Lomanlaan 13 Bussum           | Eleonora Klein-Poppers (1911–1943)            |
|              | HIER WOHNTE JACOB VAN LEEUWEN GEB. 1929 DEPORTIERT 1943 AUS WESTERBORK ERMORDET 11.6.1943 SOBIBOR                                               | Huizerweg 5a Bussum                | Jacob van Leeuwen (1929–1943)                 |
|              | HIER WOHNTE LOUIS VAN LEEUWEN GEB. 1932 DEPORTIERT 1943 AUS WESTERBORK ERMORDET 11.6.1943 SOBIBOR                                               | Huizerweg 5a Bussum                | Louis van Leeuwen (1932–1943)                 |
|              | HIER WOHNTE VICTOR VAN LEEUWEN GEB. 1896 DEPORTIERT 1943 AUS WESTERBORK ERMORDET 11.6.1943 SOBIBOR                                              | Huizerweg 5a Bussum                | Victor van Leeuwen (1896–1943)                |
|              | HIER WOHNTE REBECCA VAN LEEUWEN-BLIK GEB. 1896 DEPORTIERT 1943 AUS WESTERBORK ERMORDET 11.6.1943 SOBIBOR                                        | Huizerweg 5a Bussum                | Rebecca van Leeuwen-Blik (1896–1943)          |
|              | HIER WOHNTE REBECCA VAN LEEUWEN-BLIK GEB. 1896 DEPORTIERT 1943 AUS WESTERBORK ERMORDET 11.6.1943 SOBIBOR                                        | Huizerweg 5a Bussum                | Rebecca van Leeuwen-Blik (1896–1943)          |
|              | HIER WOHNTE ABRAHAM MAUW GEB. 1887 ABGEFÜHRT 22.4.1943 AUS WESTERBORK ERMORDET 21.5.1943 SOBIBOR                                                | Thierensstraat 11 Bussum           | Abraham Mauw (1887–1943)                      |
|              | HIER WOHNTE REBECCA MAUW- DE LA BELLA GEB. 1890 ABGEFÜHRT 22.4.1943 AUS WESTERBORK ERMORDET 21.5.1943 SOBIBOR                                   | Thierensstraat 11 Bussum           | Rebecca Mauw-de la Bella (1890–1943)          |
|              | HIER WOHNTE JACOB TOBIAS POPPERS GEB. 1913 WIDERSTANDSKÄMPFER FÜSILIERT 30.6.1942 WAALSDORPER SENKE                                             | P.J. Lomanlaan 13 Bussum           | Jacob Tobias Poppers (1913–1942)              |
|              | HIER WOHNTE TOBIAS POPPERS GEB. 1884 DEPORTIERT 1943 AUS WESTERBORK ERMORDET 4.6.1943 SOBIBOR                                                   | P.J. Lomanlaan 13 Bussum           | Tobias Poppers (1884–1943)                    |
|              | HIER WOHNTE FREDERIKA POPPERS-HALBERSTAD GEB. 1886 DEPORTIERT 1943 AUS WESTERBORK ERMORDET 4.6.1943 SOBIBOR                                     | P.J. Lomanlaan 13 Bussum           | Frederika Poppers-Halberstad (1886–1943)      |
|              | HIER WOHNTE JOHANNA MARGARETHE STERN-LIPPMANN GEB. 1874 DEPORTIERT 1944 AUS WESTERBORK ERMORDET 22.5.1944 AUSCHWITZ                             | Groot Hertoginnelaan 14a Bussum    | Johanna Margarethe Stern-Lippmann (1874–1944) |
|              | HIER WOHNTE ABRAHAM (ALBERT) VERDUIN GEB. 1902 VERHAFTET 14.1.1943 DEPORTIERT 15.11.1943 AUS VUGHT AUSCHWITZ ?                                  | Burgemeester s'Jacoblaan 56 Bussum | Abraham Verduin (1902–194?)                   |
|              | HIER WOHNTE WANDA VERDUIN GEB. 1925 VERHAFTET 14.1.1943 INTERNIERT IN VUGHT DEPORTIERT 11.9.1943 AUS WESTERBORK ERMORDET FEBRUAR 1944 AUSCHWITZ | Burgemeester s'Jacoblaan 56 Bussum | Wanda Verduin (1925–1944)                     |

### Naarden
In Naarden wurden bislang sieben Stolpersteine an drei Adressen verlegt.
| Stolperstein | Übersetzung                                                                                                   | Verlegort                              | Name, Leben |
| ------------ | --- | -------------------------------------- | --- |
|              | HIER WOHNTE JACQUES BLITZ GEB. 1908 DEPORTIERT 1942 AUS WESTERBORK ERMORDET 30.9.1942 AUSCHWITZ               | Prins Willem Van Oranjelaan 21 Naarden | Jacques Blitz wurde am 13. Mai 1908 in Amsterdam geboren. Seine Eltern waren Abraham Blitz (1886–1939) und Klaartje Moppes (1883–1944). Er hatte zumindest fünf Geschwister, darunter eine Schwester. Der älteste Bruder, Jonas, starb bereits 1932 im Alter von 28 Jahren. Jacques Blitz heiratete im August 1933 Evalina Sophia Polak, geboren am 23. September 1911. Seine Frau stammte aus Harlingen. Das Paar bekam zwei Kinder, geboren 1934 und 1937. Jacques Blitz wurde Direktor einer Papierfabrik. Er und seine Frau wurden verhaftet, in Westerbork interniert, in das Vernichtungslager Auschwitz deportiert und dort am 30. September 1942 ermordet. Beide Kinder sollen die Shoah überlebt haben, versteckt in Groningen während des Hungerwinters. Gesicherte Angaben liegen nicht vor. Gesichert ist das Überleben seiner Schwester Sara van Sijs-Blitz, sie starb am 17. Oktober 1984 in Laren. Die Mutter von Jacques Blitz und zwei seiner Brüder, Mauritius und Louis, wurden vom NS-Regime ebenfalls in Auschwitz ermordet. Der zweitälteste Bruder, Machiel Blitz, wurde am 20. März 1943 im Vernichtungslager Sobibor umgebracht. |
|              | HIER WOHNTE EVALINA SOPHIA BLITZ-POLAK GEB. 1911 DEPORTIERT 1942 AUS WESTERBORK ERMORDET 30.9.1942 AUSCHWITZ  | Prins Willem Van Oranjelaan 21 Naarden | Evalina Sophia Blitz-Polak wurde am 23. September 1911 in Amsterdam geboren. Ihre Eltern waren Abraham Polak (1886–1942) und Carolina Nihorn (1884–1930). Sie hatte zumindest zwei Brüder, Isidor Louis und Frederik Maarie Albert. Im August 1933 heiratete sie den aus Amsterdam stammenden Jacques Blitz, Jg. 1908, Direktor einer Papierfabrik. Das Paar bekam zwei Kinder, geboren 1934 und 1937. Evalina Sophia Blitz-Polak und ihr Ehemann wurden verhaftet, in Westerbork interniert, in das Vernichtungslager Auschwitz deportiert und dort am 30. September 1942 ermordet. Am selben Tag und am selben Ort wurde auch ihr jüngster Bruder, der 17-jährige Frederik Polak, ermordet. Beide Kinder sollen die Shoah überlebt haben, versteckt in Groningen während des Hungerwinters. Gesicherte Angaben liegen nicht vor. Der Vater wurde am 3. Dezember 1942 ebenfalls in Auschwitz umgebracht, der andere Bruder am 28. Februar 1945 an einem unbekannten Ort. |
|              | HIER WOHNTE ABRAHAM ELIAS BOUTELJE GEB. 1894 DEPORTIERT 1943 AUS WESTERBORK ERMORDET 16.4.1943 SOBIBOR        | Sandtmannlaan 19 Naarden               | Abraham Elias Boutelje wurde am 29. März 1894 als Sohn von Israel Boutelje und Elisabeth Boutelje-Elte geboren. Er hatte zwei jüngere Schwestern, Anna Clara (geboren 1895) und Clara Anna (geboren 1900). Er studierte Slawistik und promovierte. Er übersetzte Werke der polnischen, russischen, serbokroatischen und tschechischen Literatur. Er blieb unverheiratet. Er wurde gemeinsam mit seiner Mutter verhaftet, deportiert und am 16. April 1943 im Vernichtungslager Sobibor in einer Gaskammer ermordet. Die ältere Schwester, Anna Clara, wurde am 31. August 1944 im Vernichtungslager Auschwitz ermordet. Die jüngere Schwester, Clara Anna Serlina Boutelje, deren Ehemann und die gemeinsame Tochter Elizabeth konnten die Shoah überleben. Sie starb 1984 in Soest in der Provinz Utrecht. |
|              | ANNA CLARA BOUTELJE GEB. 1895 DEPORTIERT 1943 AUS WESTERBORK ERMORDET MAI-AUG 1944 AUSCHWITZ                  | Sandtmannlaan 19 Naarden               | Anna Clara Boutelje (1895–1944) Ihre Schwester, deren Ehemann und die gemeinsame Tochter Elizabeth konnten die Shoah überleben. Clara Anna Serlina Boutelje starb 1984 in Soest in der Provinz Utrecht. |
|              | HIER WOHNTE ELISABETH BOUTELJE-ELTE GEB. 1864 DEPORTIERT 1943 AUS WESTERBORK ERMORDET 16.4.1943 SOBIBOR       | Sandtmannlaan 19 Naarden               | Elisabeth Boutelje-Elte (1864–1943) Die ältere Tochter, Anna Clara, wurde am 31. August 1944 ebenfalls im Vernichtungslager Auschwitz ermordet. Die jüngere Tochter, deren Ehemann und deren gemeinsame Tochter Elizabeth konnten die Shoah überleben. Clara Anna Serlina Boutelje starb 1984 in Soest in der Provinz Utrecht. |
|              | HIER WOHNTE HERMAN MARINUS DE LA PARRA GEB. 1909 DEPORTIERT 1942 AUS AMERSFOORT ERMORDET 6.10.1942 MAUTHAUSEN | Rembrandtlaan 49 Naarden               | Herman Marinus de la Parra (1909–1942) |
|              | HIER WOHNTE GRETE DE LA PARRA-CZOPP GEB. 1910 DEPORTIERT 1942 AUS WESTERBORK ERMORDET 30.9.1942 AUSCHWITZ     | Rembrandtlaan 49 Naarden               | Grete de la Parra-Czopp (1910–1942) |

## Verlegedaten
- 26. Juli 2011: Burgemeester s'Jacoblaan 56
- 22. August 2021: Huizerweg 5a, P.J. Lomanlaan 13, Meerweg 43